# Александровка (Чернухинский район)
Алекса́ндровка (укр. Олександрівка) — село,
Хейловщинский сельский совет,
Чернухинский район,
Полтавская область,
Украина.
Код КОАТУУ — 5325185505. Население по переписи 2001 года составляло 108 человек.

## Географическое положение
Село Александровка находится на расстоянии в 1,5 км от села Чаплинка и в 2,5 км от села Красное.
По селу протекает пересыхающий ручей с запрудой.